# Станимир Ілчев
Станимир Янков Ілчев (болг. Станимир Янков Илчев; нар. 31 липня 1953, Бургас, Болгарія) — болгарський політик, член Європейського парламенту від Національного руху за стабільність і підйом в період 2005–2007 років і з 2009 року. Одружений з журналісткою Свєтлою Петровою.

## Біографія
Закінчив факультет журналістики Софійського університету Святого Климента Охридського. У 1979 році він став редактором БНТ. З 1981 працював послідовно в офісах журналів «Крила» і «Юність», газеті «Факс» та видавництві «Юність». З 1994 до виборів у 2001 році, був директором зі зв'язків з громадськістю в Американському університеті в Благоєвграді.
Станимир Ілчев заступник голови в 39-их і 40-их Народних зборах. Голова болгарської делегації в Парламентській Асамблеї НАТО (2001–2005). Депутат Європарламенту (26 серпня 2005 — 5 червня 2007). З літа 2009 знову став болгарським членом Європейського парламенту від Національного руху за стабільність і підйом, після того як Меглена Кунєва вирішила залишитися членом Єврокомісії і поступилася місцем Ілчеву.